# Asentamientos vikingos en el Báltico
Los Asentamientos vikingos en el Báltico fue una actividad de conquista y colonización constante a partir del siglo VII según crónicas contemporáneas, protagonizada por los exploradores vikingos de Suecia, Dinamarca y gotlandeses principalmente que, bien como alianzas con caudillos locales para establecer puntos de suministro o estableciendo colonias para garantizar la ruta comercial del Volga, así como sus intereses en Bizancio y Serkland (las naciones sarracenas para los nórdicos). Los escandinavos dominaron durante siglos el mar Báltico hasta el siglo XIII; esta actividad aparece en algunas sagas nórdicas y están respaldadas por abundantes yacimientos arqueológicos.
La influencia de los escandinavos en el Báltico está reflejada en las menciones de Saxo Grammaticus en su Gesta Danorum sobre la Batalla de Brávellir; mientras los curonios y aistianos (estonios) favorecieron a los suecos, los livonios se posicionaron junto a los daneses. Aunque sigue existiendo dudas sobre la fiabilidad histórica de la batalla, el texto refleja una realidad latente en la Era vikinga, la confrontación entre los distintos reinos por acaparar la máxima influencia en sus asentamientos orientales y conseguir aliados, un hecho confirmado en las crónicas contemporáneas de Rimberto.
Según la mitología nórdica, el enano Andvari custodiaba un gran tesoro depositado en el fondo de un lago, que algunos localizaban en Rusia y esa leyenda, entre otras, despertó la codicia de muchos vikingos de occidente. La leyenda dice que Loki finalmente se apodera del tesoro de Andvari que gobernaba el territorio del Daugava. Leyendas como esta favorecieron los continuos ataques hacia el Báltico para abrir un espacio que permitiese a los escandinavos acceder al territorio que actualmente ocupa Rusia.

## Curlandia
En Curlandia, hoy la región de Kurzeme en Letonia, aparecen dos enclaves comerciales que fueron muy importantes para suecos y gotlandeses principalmente, Grobiņa y Apuole, posiblemente los más antiguos que se conocen y que se remontan hasta muy probablemente mediados del siglo VII. Grobiņa fue una plaza de mercado equiparable a emplazamientos similares como Hedeby y Birka. Se han descubierto en la zona por lo menos tres necróplis de considerables dimensiones y túmulos funerarios suecos y gotlandeses que hacen suponer que las relaciones entre ellos eran fluidas. Los gotlandeses parece que no eran tan depredadores con los habitantes locales, pues su propósito principal era establecer enclaves con sus familias, persiguiendo más los intercambios comerciales. Los túmulos gotlandeses aportan un periodo fructífero entre los años 650 y 800 y los diversos yacimientos muestran que con el tiempo hubo una población mixta balto-escandinava.
Saxo Grammaticus cita a los curonios como súbditos de los daneses a mediados del siglo IX, a quienes pagaban tributo anual, no sin periódicas tentativas de levantamientos armados. Bajo el gobierno del caudillo Rorik, que algunos identifican como Rorik de Dorestad, los daneses vencieron a los curonios en una batalla naval.
Las crónicas citan otros ataques daneses a los curonios. Mientras Snorri Sturluson menciona a Frodi I como ejecutor, Saxo Grammaticus apunta hacia el vikingo Hastein (quien luego devastaría Europa hasta el Mediterráneo) entre 859 y 862.
Un capítulo de la saga de Egil está ambientado en algún lugar de Curlandia, cuando Egil Skallagrímson, su hermano Thórólf y varios hombres componen una partida vikinga para saquear la región, un testimonio literario de que los ataques a las costas orientales no eran una excepción puntual, sino algo habitual.

## Estonia
La práctica estival de «salir a hacer el vikingo» no era exclusiva de los escandinavos, así los osilianos de Saaremaa hacían lo propio devastando las costas suecas. En la saga Ynglinga aparecen mencionados como Víkingr frá Esthland (vikingos de Estonia). En la Gutasaga se cita una hambruna en Öland hacia el siglo VI y un tercio de la población decidió emigrar dirigiéndose a Dagaithi (hoy identificada con la isla de Hiiumaa) donde construyeron fortificaciones. Una de las teorías sobre la etimología del nombre de la capital, Tallinn, es «Taani-linn(a)» cuyo significado se interpreta como «ciudad o fortaleza de los daneses» (del latín: Castrum Danorum).

## Sambia
Sambia era un territorio que hoy corresponde a una península al norte de Kaliningrado. Un conflicto armado con los vikingos daneses mantuvieron a los sambianos en constante alerta desde el siglo IX hasta principios del siglo XIII; los ataques más virulentos estuvieron encabezados por Ragnar Lodbrok que también devastaba el territorio de los curonios, ofreciendo paz a cambio del pago de una compensación (danegeld). Posteriormente, Hákon, un hijo de Harald Blåtand (o según otras fuentes su aliado, el noruego Haakon Jarl), tras vencerlos en cruenta batalla, y tras quemar sus propias naves para evitar la retirada, subyugó a los sambianos. Los daneses se establecieron en la región, creando una colonia vikinga y casando a sus hombres con las viudas de los caídos sambianos. Esa colonización estuvo vigente hasta principios del siglo XII.
Hubo un asentamiento vikingo en Wiskiauten, que floreció con éxito durante 300 años. Los suecos, en comparación con los daneses, mantuvieron unas relaciones comerciales mucho más pacíficas.

## Wenland
Según las sagas nórdicas, los wendos tuvieron una relación muy especial con los vikingos escandinavos. La isla de Wolin pudo albergar la mítica Jomsborg hacia el siglo X, la fortaleza de los jomsvikings, una concesión territorial del rey wendo Burislav a cambio de protección. Las excavaciones muestran que hubo cohabitación entre ambos pueblos durante la Era vikinga, pero aunque se han encontrado algunas piezas de joyería escandinava en la zona, la evaluación arqueológica no es determinante y todo argumento forma parte de la especulación.
Los Annales Ryenses (Rydårbogen) citan que muchas otras regiones sucumbieron al poder escandinavo, mencionando expresamente a los carelianos, semigalianos y prusianos.